# جون آكر
جون آكر (بالإنجليزية: John Acker)‏ هو رائد أعمال وسياسي أمريكي، ولد في 30 أكتوبر 1870 في سافانا في الولايات المتحدة، وتوفي بنفس المكان في 6 أبريل 1933 بسبب نوبة قلبية. انتخب عضو مجلس نواب إلينوي.